# Who Came First
Who Came First é o primeiro álbum solo de Pete Townshend, guitarrista e compositor da banda de rock britânica The Who. Apresenta sobras de estúdio do semi-abortado álbum conceitual Lifehouse, assim como homenagens a seu mentor Meher Baba. 
Um dólar de cada álbum vendido foi doado à instituições de caridade. 

## Lista de faixas original
Lado A
1. "Pure And Easy" – 5:32
2. "Evolution"  (Ronnie Lane, vocais de Lane com Townshend na guitarra base) – 3:44
3. "Forever's No Time At All"  (Billy Nicholls, Katie Mclnnerney) – 3:06
4. "Let's See Action" – 6:25

Lado B
1. "Time Is Passing" – 3:27
2. "There's A Heartache Following Me" (Ray Baker, gravada originalmente por Jim Reeves, vocais por Pete Townshend) – 3:23
3. "Sheraton Gibson" – 2:37
4. "Content"  (Maud Kennedy/Pete Townshend) – 2:58
5. "Parvardigar" (baseada numa oração de Meher Baba, arranjos e vocais por Pete Townshend) – 6:46

## Faixas bônus dos relançamentos

### Faixas bônus de 1992 - CD e Cassette
1. "His Hands" – 2:11
2. "The Seeker" – 4:34
3. "Day of Silence" – 2:53
4. "Sleeping Dog" – 2:59
5. "The Love Man" – 4:59
6. "Lantern Cabin" (piano) – 4:12

### Faixas bônus de 2006 - CD (Japão)
1. "Mary Jane" – 2:35
2. "I Always Say" – 5:50
3. "Begin the Beguine" (canção de Cole Porter, vocais de Pete Townshend) – 4:49